# Andra Lauffs-Wegner
Andra Lauffs-Wegner (* 1954) ist eine deutsche Kunstsammlerin. Als Tochter von Helga und Walther Lauffs führt sie die elterliche, bedeutende Sammlung moderner Kunst fort. Ihre Eltern, die mit Rabenhorst Fruchtsäften unternehmerisch erfolgreich waren, begannen in den 1960er Jahren – oft in enger Zusammenarbeit mit dem Krefelder Museumsdirektor Paul Wember – mit dem Sammeln moderner Kunst.

## Biografisches
Andra Lauffs-Wegner entwickelte schon früh ihre eigene Leidenschaft für Kunst, inspiriert durch die Sammlung ihrer Eltern, die aus über 500 hochkarätigen Werken bestand, darunter Arbeiten von Yves Klein, Joseph Beuys und anderen Wegbereitern der Avantgarde. Diese Sammlung war auch außerhalb Deutschlands anerkannt.
Lauffs-Wegner studierte Betriebswirtschaft und Kunstgeschichte. Sie begann während des Studiums, eigene Werke zu sammeln. Während des Studiums schrieb sie eine Diplomarbeit über Moderne Kunst als Kapitalanlage.
Ihre eigene Sammlung, die sich auf Skulpturen, Fotografien und Installationen konzentriert, umfasst rund 300 Werke von etwa 95 Künstlerinnen und Künstlern. Sie ist mit dem Headhunter Olav Wegner verheiratet.

## Privatmuseum Haus Hedwig in Bad Honnef
Seit mehr als zehn Jahren präsentiert Andra Lauffs-Wegner ihre Sammlung in ihrem Privatmuseum „KAT_A“ in einer Villa – dem Haus Hedwig – neben dem Haus im Turm in Bad Honnef-Rhöndorf. Das  Museum bietet auf 400 Quadratmetern sowie in dem die Gebäude umgebenden Park Künstlern und Besuchern einen Rahmen fernab des traditionellen „White-Cube“-Erlebnisses. In jährlich wechselnden Ausstellungen zeigt sie Werke international etablierter und aufstrebender Künstlerinnen im Dialog mit Werken aus der elterlichen Sammlung.